# Goetia galbana
Goetia galbana är en insektsart som först beskrevs av Karsch 1891.  Goetia galbana ingår i släktet Goetia och familjen vårtbitare. Inga underarter finns listade i Catalogue of Life.